# 李景逷
李景逷（937年—968年），中國五代十国時代人物，南唐烈祖李昪（徐知诰）的第五子。
937年十二月初二出生，李景逷的母亲氏受到李昪的宠爱，而齐王李璟的母亲宋皇后很少有机会能得到进见。李昪到李璟的宫中，碰上李璟亲自调弄乐器，大为恼怒，责备了李璟好几天。种氏便借此机会进言，说李景逖虽然年幼，但很聪明，可以继承皇位。李昪发怒说：“儿子有过失，父亲教训他，这是正常的事情。国家大略，女人怎能参预过问！”叱她下殿、去簮珥，幽禁于别宫，数月后命她剃度为尼，李景逷也失宠。943年八月初九，李璟即位后，立李景逷为保宁王。宋太后不满意李景逷的生母种夫人得宠，多次要害李景逷，李璟极力把他保全下来。李景逷改为信王，出为百胜军节度使，驻守虔州。后主李煜即位，李景达改为江王。968年，李景逷在虔州去世，年三十二岁，赠中书令，谥号昭顺。其子李季操。